# Avareza
Avareza ou sovinice é a dificuldade e o medo de perder algo que possui, como bens materiais e recursos. Uma pessoa avarenta é popularmente chamada de pão-duro, mão-de-vaca, unha-de-fome ou muquirana. É um dos sete pecados capitais, conforme o catolicismo (CIC, n. 1866), representando o medo de perder algo que possui. Uma pessoa avarenta tem dificuldade de abrir mão do que tem mesmo que receba algo em troca, tem cuidado com seus pertences e é uma pessoa egoísta. Prefere abrir mão do que tem menos valor e preservar o que é mais valioso. Acha que perder algo pode ser um desastre.
Uma pessoa avarenta é relutante em gastar dinheiro, muitas vezes a ponto de renunciar até mesmo confortos básicos e algumas necessidades.
Pessoas avarentas também podem ser chamadas de "Mão de figa", ou seja, não abre a mão para gastar o seu dinheiro. Alusão à forma da figa, amuleto que é representado pela mão fechada.

## Na Religião
Uma pessoa avarenta, acha que tudo e todos querem seus valores materiais ou financeiros, nada é verdadeiro tudo é interesse em suas posses.
No Cristianismo, a palavra avareza significa ganância, sendo a ganância um dos sete pecados capitais. A sovinice, pode ser incluída como parte desse pecado.
No Confucionismo tradicional chinês, pessoas que são relacionadas com dinheiro, como senhores de terras e comerciantes, eram consideradas pessoas de baixa ordem na sociedade, inferiores aos camponeses que cultivavam o solo. Elas eram condenados em representações simbólicas como avarentas e punidas com tempos de penúria.
No Budismo, a pessoa deve se desapegar de bens materiais e da necessidade de prazer para poder evitar o sofrimento.

## Na ficção
Na ficção, há personagens com avareza exagerada com objetivo de fazer humor ou para ser um contra-exemplo para ensinar virtudes e valores morais.
Alguns exemplos:
- Montgomery Burns - Personagem que é um grande empresário em Os Simpsons.
- Shylock – Um personagem de O Mercador de Veneza, de William Shakespeare.[2]
- Seu Siriguejo - De Bob Esponja.
- Ebenezer Scrooge - Personagem da canção A Christmas Carol de Charles Dickens.
- Tio Patinhas - personagem da Disney criado por Carl Barks.
- Harpagon - Da peça teatral O avarento de Molière.
- No Inferno de Dante Alighieri, os avarentos são colocados no quarto círculo do inferno, junto com o gastador. Eles devem empurrar pesos do tamanho de sua riqueza, constantemente colidindo.[3]